# Championnat d'Algérie masculin de handball 2014-2015
Navigation
Division 1 2013-2014 Excellence 2015-2016
La saison 2014-2015 du Championnat d'Algérie masculin de handball est la 52e édition de la compétition.
Quatorze clubs participe à cette édition de la compétition, les douze premiers du précédent championnat ainsi que le champion d'Algérie Division 2 2013-2014 (MC Oran) et le Vice-Champion d'accès à la D1 (MB Tadjenant). 

## Localisation
| \| MCS GSB CRBBA JSES CCL CRBM OMa OEO MCO MBT Alger Clubs d'Alger : GS Pétroliers CRB Baraki ES Aïn Touta HBC El Biar \| Localisation des clubs engagés dans le championnat. |
| MCS GSB CRBBA JSES CCL CRBM OMa OEO MCO MBT Alger Clubs d'Alger : GS Pétroliers CRB Baraki ES Aïn Touta HBC El Biar                                                           |

## Clubs participants
- Phase de groupes de la Ligue des champions 2015
- Promu de Division 2

| Club                 | Classement 2013-2014 | Localisation          | Salle(s)                           | Capacité |
| -------------------- | -------------------- | --------------------- | ---------------------------------- | -------- |
| GS Pétroliers        | 1                    | Alger                 |                                    |          |
| HBC El Biar          | (Groupe A) 6         | El Biar               |                                    |          |
| JSE Skikda           | (Groupe B) 3         | Skikda                |                                    |          |
| MC Saïda             | 3                    | Saïda                 |                                    |          |
| CRB Baraki           | 2                    | Baraki                | Salle Laghouazi de Baraki          | 2.000    |
| GS Boufarik          | (Groupe A) 4         | Boufarik              | Salle Moussa-Charef                | 2.000    |
| C Chelghoum Laid     | (Groupe A) 5         | Chelghoum Laid        |                                    |          |
| ES Aïn Touta         | 4                    | Aïn Touta (w ; batna) |                                    |          |
| CRB Mila             | (Groupe B) 6         | Mila                  |                                    |          |
| Olympique Maghnia    | (Groupe B) 4         | Maghnia               |                                    |          |
| Olympique El Oued    | (Groupe B) 5         | El Oued               |                                    |          |
| CR Bordj Bou Areridj | (Groupe A) 3         | Bordj Bou Arreridj    |                                    |          |
| MC Oran              | ? (Division 2)       | Oran                  | Palais des sports Hammou Boutlélis | 5.000    |
| MB Tadjenant         | ? (Division 2)       | Tadjenanet            |                                    |          |

## Compétition
Le barème de points servant à établir le classement se décompose ainsi :
- Victoire : 2 points ;
- Match nul : 1 points ;
- Défaite : 0 point ;
- Forfait et match perdu par pénalité : -1 point.

## Phase de groupes

### Groupe A
|   | Équipe                | Pts | J | G | N | P | Bp | Bc | Diff |
| - | --------------------- | --- | - | - | - | - | -- | -- | ---- |
| 1 | GS Pétroliers (T) (C) | 10  | 5 | 5 | 0 | 0 | 0  | 0  |      |
| 2 | JSE Skikda            | 8   | 5 | 4 | 0 | 1 | 0  | 0  |      |
| 3 | MC Saïda              | 8   | 5 | 4 | 0 | 1 | 0  | 0  |      |
| 4 | Olympique El Oued     | 4   | 5 | 2 | 0 | 4 | 0  | 0  |      |
| 5 | CRB Mila              | 4   | 5 | 2 | 0 | 4 | 0  | 0  |      |
| 6 | MB Tadjenant (P)      | 2   | 5 | 1 | 0 | 4 | 0  | 0  |      |
| 7 | HBC El Biar           | 0   | 6 | 0 | 0 | 6 | 0  | 0  |      |

|     | Qualification pour le Play Off            |
|     | Qualification pour le Play Down           |
| (T) | Tenant du titre 2014                      |
| (P) | Promu 2014                                |
| (C) | Vainqueur de la Coupe d'Algérie 2014-2015 |

| Résultats (dom.\ext.)                                      | GSPe  | MCSa  | JSES  | OEOu  | HBCEB | CRBM  | MBT   |
| GS Pétroliers                                              |       | 26-24 | -     | 25-22 | -     | 33-21 | -     |
| MC Saïda                                                   | -     |       | 20-22 | -     | 28-22 | -     | 20-19 |
| JSE Skikda                                                 | 27-33 | -     |       | 33-28 | -     | 25-19 | -     |
| Olympique El Oued                                          | -     | -     | 27-29 |       | 25-14 | -     | 32-34 |
| HBC El Biar                                                | -     | 20-26 | 21-37 | 23-28 |       | 16-24 | -     |
| CRB Mila                                                   | 27-28 | 21-24 | -     | 26-27 | -     |       | -     |
| MB Tadjenant                                               | 19-24 | 20-22 | 23-27 | -     | 25-22 | -     |       |
| - Victoire à domicile - Match nul - Victoire à l'extérieur |       |       |       |       |       |       |       |

### Groupe B
|   | Équipe               | Pts | J | G | N | P | Bp | Bc | Diff |
| - | -------------------- | --- | - | - | - | - | -- | -- | ---- |
| 1 | CRB Baraki           | 10  | 5 | 5 | 0 | 0 | 0  | 0  |      |
| 2 | ES Aïn Touta         | 8   | 5 | 4 | 0 | 1 | 0  | 0  |      |
| 3 | CR Bordj Bou Areridj | 7   | 5 | 0 | 0 | 0 | 0  | 0  |      |
| 4 | C Chelghoum Laid     | 4   | 5 | 0 | 0 | 0 | 0  | 0  |      |
| 5 | GS Boufarik          | 4   | 5 | 2 | 0 | 3 | 0  | 0  |      |
| 6 | MC Oran (P)          | 2   | 5 | 1 | 0 | 4 | 0  | 0  |      |
| 7 | Olympique Maghnia    | 0   | 5 | 0 | 0 | 5 | 0  | 0  |      |

|     | Qualification pour le Play Off            |
|     | Qualification pour le Play Down           |
| (T) | Tenant du titre 2014                      |
| (P) | Promu 2014                                |
| (C) | Vainqueur de la Coupe d'Algérie 2014-2015 |

| Résultats (dom.\ext.)                                      | CRBB  | CRBBA | ESAT  | GSB   | OM    | CCL   | MCO   |
| CRB Baraki                                                 |       | -     | 22-20 | 22-19 | -     | 30-26 | -     |
| CR Bordj Bou Areridj                                       | 24-28 |       | -     | 23-20 | -     | 24-24 | -     |
| ES Aïn Touta                                               | -     | 23-27 |       | -     | 27-26 | 25-18 | 35-24 |
| GS Boufarik                                                | -     | -     | -     |       | 26-23 | 19-18 | 24-22 |
| Olympique Maghnia                                          | -     | 17-30 | -     | 23-21 |       | 23-23 | -     |
| C Chelghoum Laid                                           | -     | 20-17 | 24-30 | -     | -     |       | -     |
| MC Oran                                                    | 21-27 | 22-25 | -     | -     | 29-27 | -     |       |
| - Victoire à domicile - Match nul - Victoire à l'extérieur |       |       |       |       |       |       |       |